# Hendrik Hondius II
Hendrik Hondius II o Hendrik Hondius el Jove (Amsterdam, 1597 - ibidem, 16 de agost de 1651) va ser un cartògraf, editor i gravador neerlandès.

## Biografia
Membre d'una família de gravadors i editors, va ser fill de Jodocus Hondius i de Colette van den Keere. A la mort del seu pare en 1612 es va fer càrrec del seu taller, al costat de la seva mare i el seu germà Jodocus II. En 1621 va obrir la seva pròpia empresa a la seva ciutat natal i, en 1628, es va associar amb el cartògraf Jan Janssonius. Entre les seves obres destaca l'edició de l' mapamundi de Gerardus Mercator de 1569.
Va realitzar gravats inspirats en obres de Bruegel, especialment retrats i paisatges. Entre ells destaca Finis coronat opus («la fi corona l'obra»), un gravat en coure de 1626 del gènere vanitas.
No està relacionat amb Hendrik Hondius I, un altre gravador de la mateixa època.

## Galeria

Marchionatus Misniae una cum Voitlandia (1621)
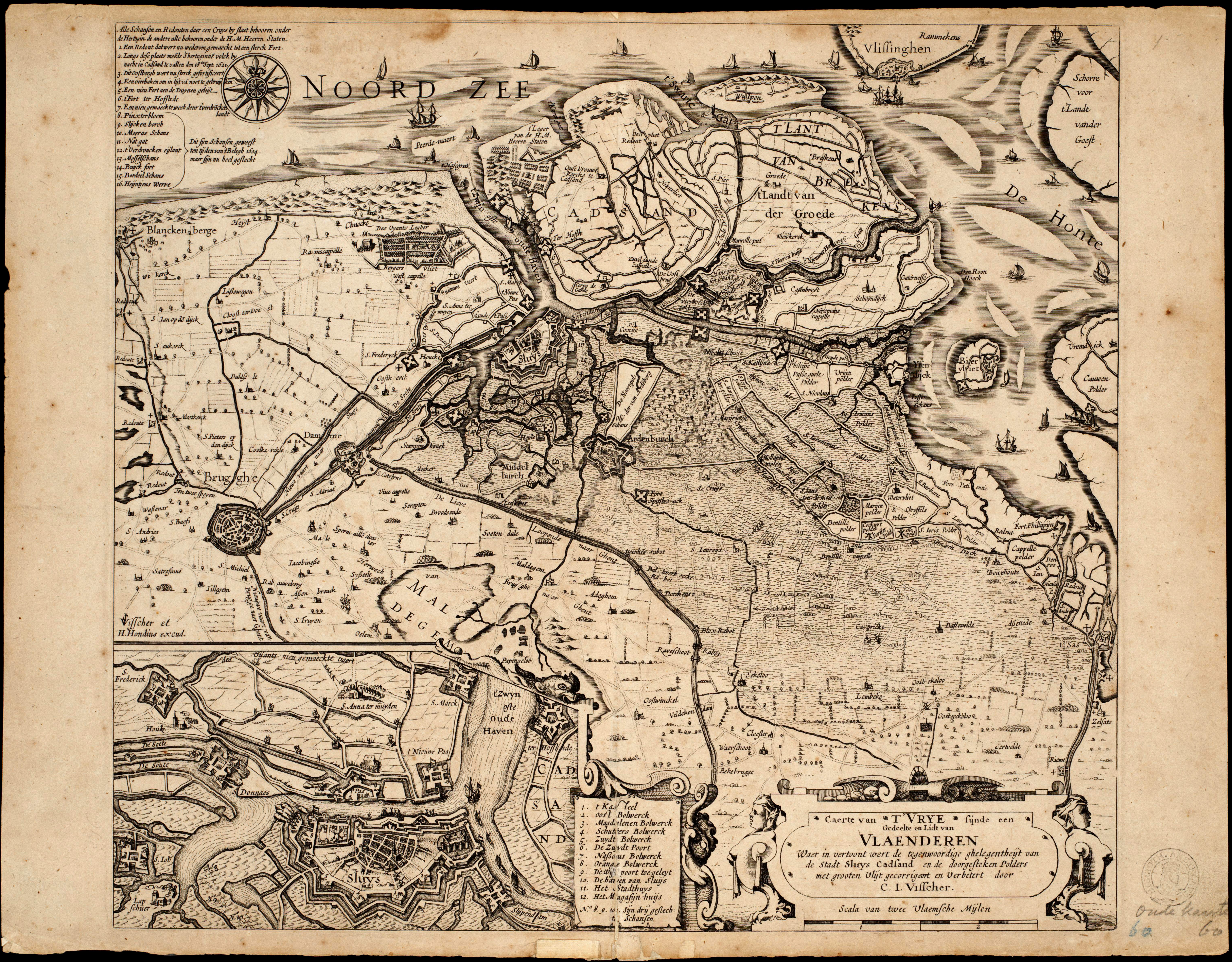
Oostelijk Zeeuws Vlaanderen (1622)
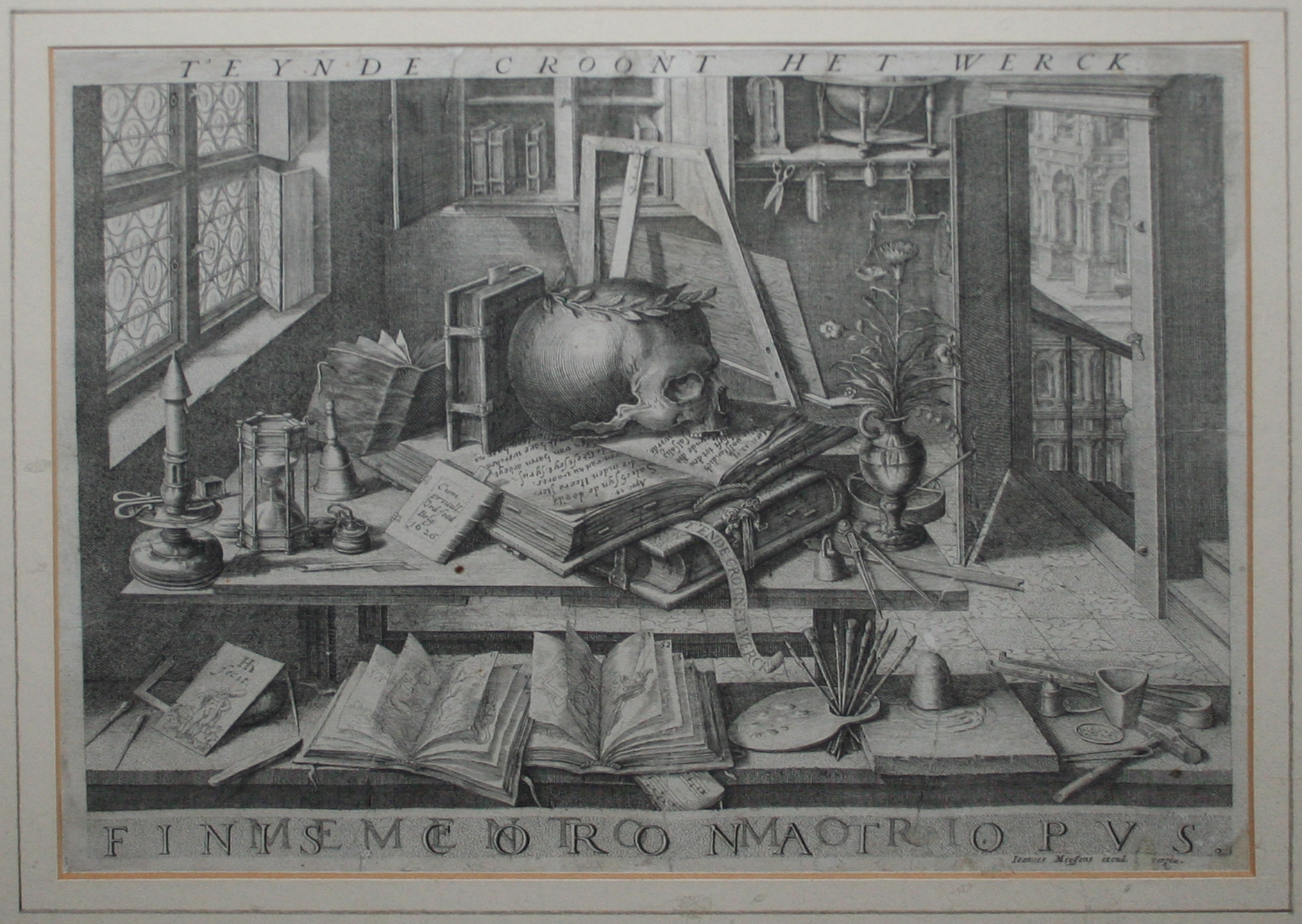
El treball està coronat  (1626)
Ducatus Holsatiae nova tabula (1630)
Nova totius terrarum (1630)
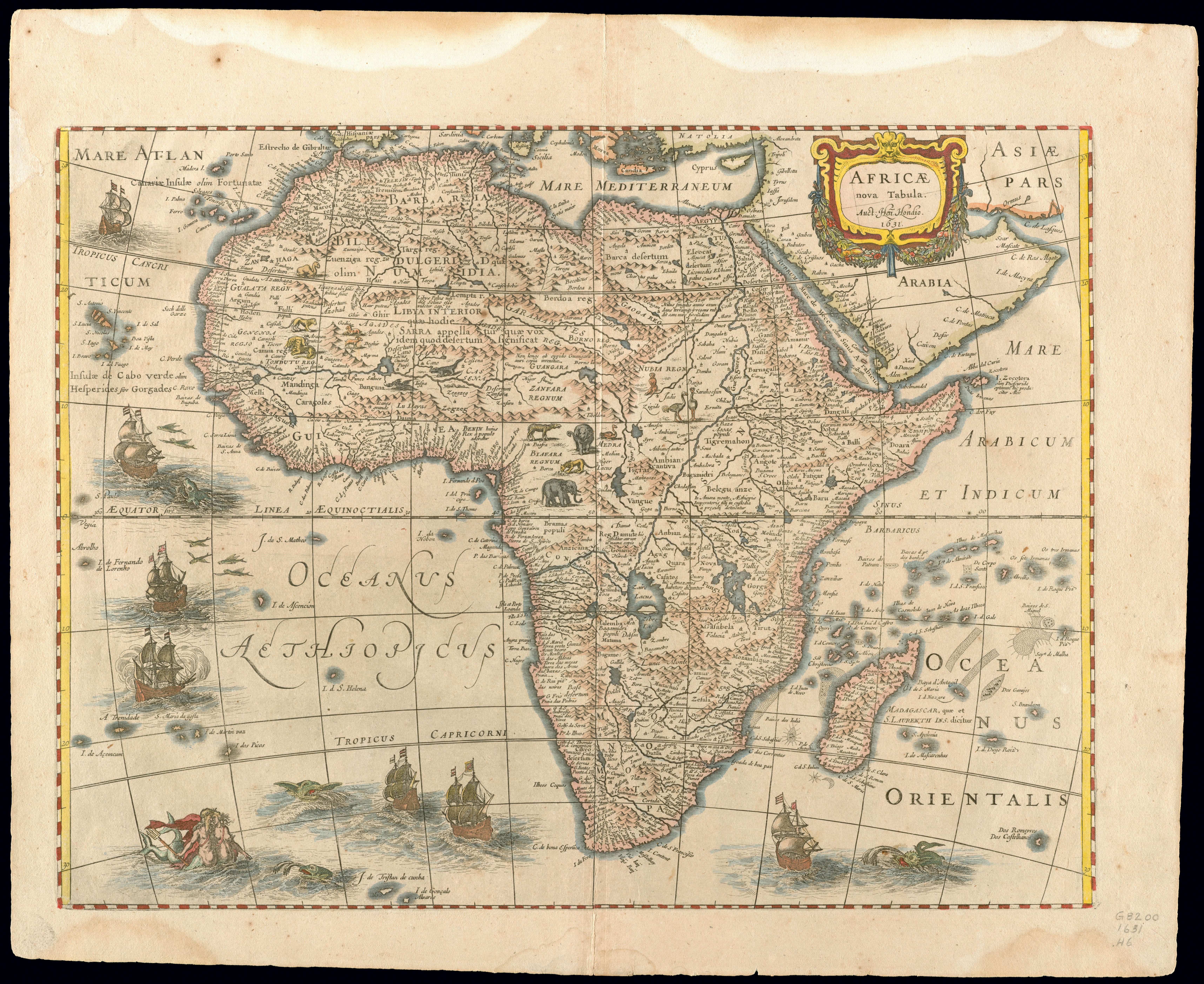
Africa (1631)
Poli Arctici (1636)
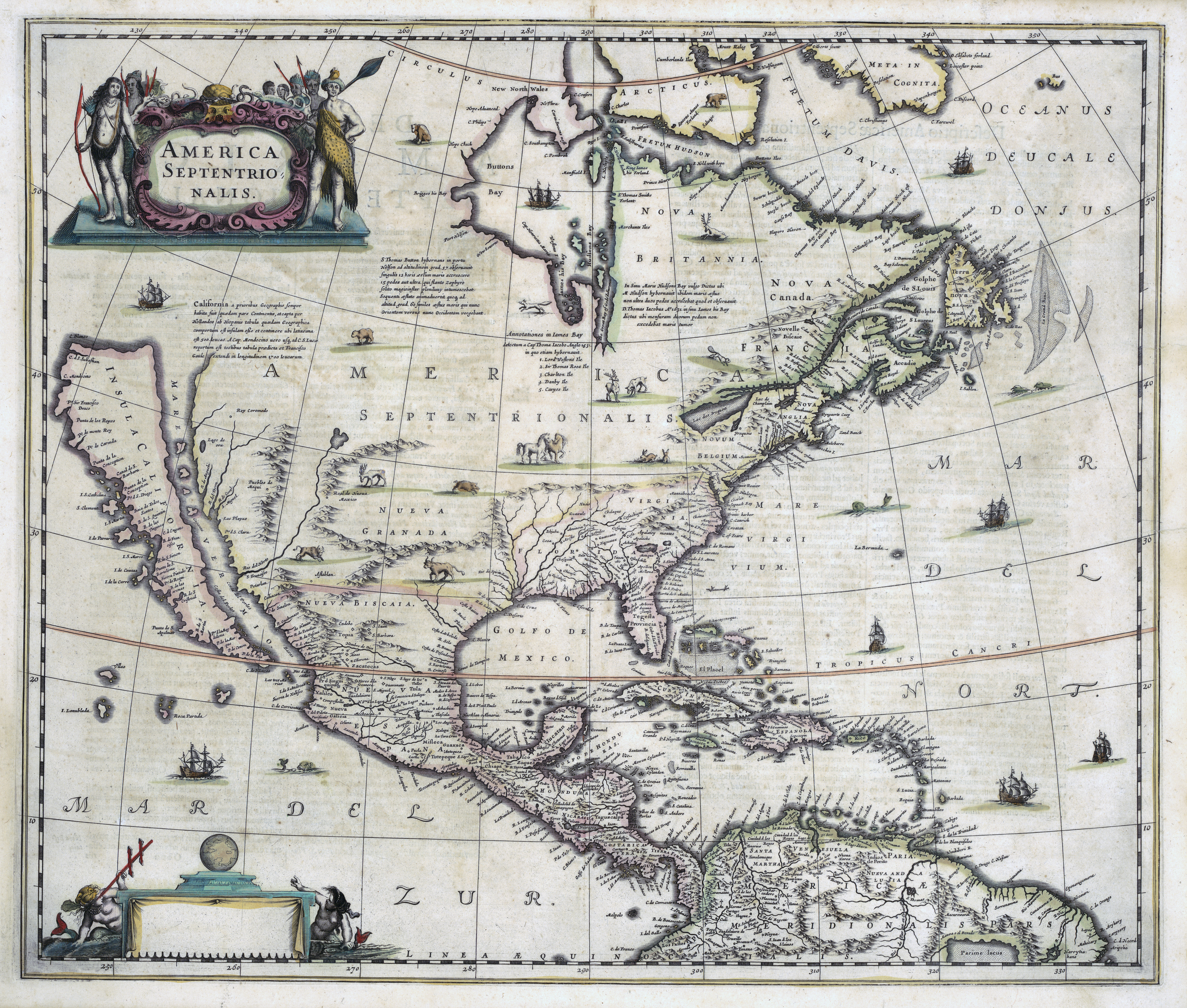
America Septentrionalis (1636)